# Syngonanthus longibracteatus
Syngonanthus longibracteatus är en gräsväxtart som beskrevs av Kimp. Syngonanthus longibracteatus ingår i släktet Syngonanthus och familjen Eriocaulaceae. Inga underarter finns listade i Catalogue of Life.